# Больовий прийом
Больовий прийом є елементом рукопашного бою, який спрямований на різні способи больового впливу (перегини, загини, скручування, важелі, натискання і т. ін.) на життєво важливі і чутливі ділянки тіла людини (суглоби, сухожилля, очі, нервові центри, шию і так далі). Уміле і жорстке застосування больового прийому викликає больовий шок або серйозну травму і виводить супротивника з бойового стану. Це дає можливість звільнитися від захоплення, затримати супротивника, а можливо і конвоювати.
Больовий прийом, як правило, ефективно застосовується після точно завданого удару, коли супротивник знаходиться в шоковому стані або його увага розсіяна.
Больові прийоми на фаланги пальців показані на За своєю суттю ці прийоми прості. Головне, що необхідно пам'ятати при їх застосуванні, це жорстке захоплення і різкий перегин (скручування) суглобів.